# كيف رأى براون البيسبول
كيف رأى برون لعبة البيسبول هو فيلم كوميدي أمريكي قصير صامت أنتج عام 1907 ووزعته شركة لوبين للتصنيع الأفلام. يحكى الفيلم عن مشجع بيسبول يدعى السيد براون الذي يشرب كميات كبيرة من الكحول قبل مباراة بيسبول ويصبح في حالة سكر لدرجة أنه يرى اللعبة بطريقة عكسية. أثناء الإنتاج، تم استخدام التصوير الفوتوغرافي الخادع لتحقيق هذا التأثير.
صدر الفيلم في نوفمبر 1907. تم مراجعته في عدد 1908 من مجلة الساعى التي ذكرت أن الفيلم كان ناجحًا و «مضحك حقًا». اعتبارًا من 2021 ومن غير الواضح ما إذا كانت النسخة المحفوظة من الفيلم سليمة. هويات طاقم الفيلم وطاقم الإنتاج غير معروفة. لاحظ مؤرخو الأفلام أوجه التشابه بين حبكة كيف يرى براون لعبة البيسبول والفيلم الكوميدي الذي أخرجه إدوين إس.بورتر كيف يرى فتى المكتب لعبة الكرة الذي صدر في العام السابق.

## حبكة الرواية
المشجع السيد براون قبل أن يتوجه إلى لعبة البيسبول في الملعب القريب، يشرب الكحوليات. يصل إلى الملعب لمشاهدة المباراة، بعد أن أصبح مخمورا لدرجة أن اللعبة يراها في الاتجاه المعاكس، مع تشغيل اللاعبين للقواعد للخلف وإعادة البيسبول إلى يد اللاعب. بعد انتهاء اللعبة، يرافق السيد براون صديقه إلى المنزل. حين يصلون إلى منزل براون، يقابلون زوجته التي تبدوا غاضبة من صديقه وتشرع في الاعتداء عليه جسديا، معتقده أنه مسؤول عن تسمم زوجها الشديد.

## إنتاج

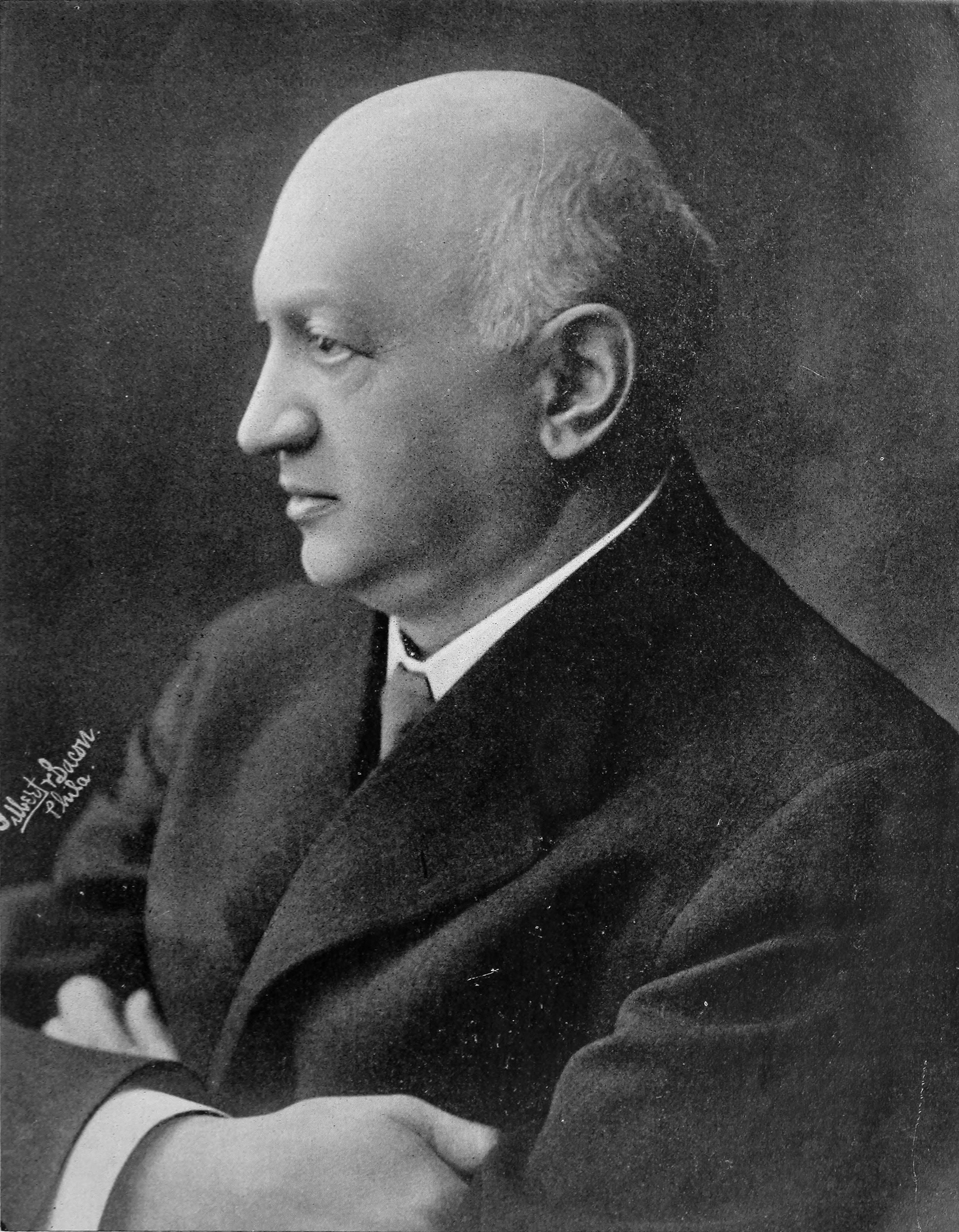
سيغموند لوبين في عام 1913. أنتجت شركته ووزعت كيف يرى براون لعبة البيسبول.

كيف يرى براون لعبة البيسبول تم إنتاجها بواسطة شركة لوبين للتصنيع،  وهي شركة أسسها رائد السينما الألماني الأمريكي سيجكاند لوبين. في الوقت الذي تم فيه إنشاء«كيف يرى براون لعبة البيسبول» ، كانت الشركة تصنع وتوزع ما يصل إلى ثلاثة أفلام في الأسبوع. العاملين بفيلم كيف يرى براون لعبة البيسبول لا نعلم هويتهم.
إنه فيلم صامت تم تصويره بالأبيض والأسود،  ويتألف من 350 قدم (110 م) من الفيلم. بالنسبة للمشاهد التي حدثت في الملعب، استخدم صانعو الأفلام شكلاً من أشكال التصوير الفوتوغرافي الخادع لإظهار لاعبي البيسبول وهم يركضون للخلف. قدم سيجمند لوبين حقوق الطبع والنشر للفيلم في 26 أكتوبر 1907،  تحت عنوان كيف يرى جونز لعبة البيسبول. 

## الإصدار
تم إصدار كيف يرى براون لعبة البيسبول للمسارح بواسطة شركة لوبين للتصنيع في 16 نوفمبر 1907،  وكان لا يزال يُعرض حتى أواخر يناير 1910. خلال هذا الوقت، تم تقديم الفيلم أحيانًا كجزء من فيلم مزدوج مع فيلم الجيران الذين يقترضون، وهو فيلم كوميدي قصير عن رجل يقرض كل ما يملك تقريبًا لجيرانه حتى تعود زوجته إلى المنزل وتوبخه على القيام بذلك.
ووصفت الإعلانات الخاصة بالفيلم بأنه «ممتع للغاية»، وروج لوبين نفسه للفيلم باعتباره «مهزلة مضحكة بشكل صارخ». تم مراجعة الفيلم في يونيو 1908 من مجلة الساعى الذي وصفت الفيلم بأنه «مضحك حقًا» وأنه أثبت أنه «نجاح حقيقي».
غالبًا ما اقترحت الكتابات الحديثة أن كيف يرى براون لعبة البيسبول تم إنتاجه كبديل لشركة لوبين للتصنيع للكوميديا التي أخرجها إدوين إس.بورتر كيف يرى فتى المكتب لعبة البيسبول ،  فيلم أصدرته استوديوهات ايدرسون في عام 1906  حول موظف مكتب يتسلل من مكان عمله لمشاهدة مباراة بيسبول فقط ليكتشف أن صاحب عمله في مقعد قريب منه. اشتهرت شركة لوبين للتصنيع بإنتاجها لأفلام مشابهة للصور المتحركة المنافسة التي تنتجها استوديوهات أخرى. كان لوبين قد صنع في السابق أفلامًا تشبه إصدارات إستوديوهات إديسون مثل كوخ العم توم و سرقة القطار الكبرى . كتب المؤلف جاك سبيرز في كتابه «هوليود: العصر الذهبى»، أن كيف يرى براون لعبة البيسبول وكيف رأى صبي المكتب لعبة البيسبول «استخدم نفس الحبكة عمليًا»؛  يشير مقال روب إلدرمان أن «فيلم البيسبول: عام 1920» في مجلة البيسبول يتشابه في نفس حبكاتهم.
إعتبارا من فبراير 2021، من غير الواضح ما إذا كانت هناك طبعة باقية من فيلم كيف يرى براون لعبة البيسبول، من المحتمل أن يصبح فيلمًا ضائعًا. إذا أعيد اكتشاف الفيلم، فسيكون ملكية عامة.

## روابط خارجية
- كيف رأى براون البيسبول  في قاعدة بيانات الأفلام على الإنترنت (بالإنجليزية)